# Tramwaje w Brisbane
Tramwaje w Brisbane − zlikwidowany system komunikacji tramwajowej w australijskim mieście Brisbane, działający w latach 1885–1969. 

## Historia
Pierwsze tramwaje w Brisbane uruchomiono 10 sierpnia 1885 i były to tramwaje konne. Pierwsze tramwaje elektryczne uruchomiono 21 czerwca 1897. Początkowo w mieście było 20 wagonów tramwajowych, które kursowały po trasach o długości 24 km (15 mil). W kolejnych latach sieć tramwajową rozbudowywano i w 1922 długość tras wyniosła 67 km (42 mile) po których kursowało 181 tramwajów. 1 stycznia 1923 wykupiono prywatną spółkę i utworzono Brisbane Tramway Trust. Od tego czasu do 1 października 1925 kiedy to rada miasta przejęła firmę wybudowano 14 km tras tramwajowych. Podczas gdy rada miasta przejęła Brisbane Tramway Trust w mieście było 80 km tras (50 mil) i 225 wagonów. W 1925 tramwaje przewiozły 82 mln pasażerów. Ostatni raz sieć tramwajową rozbudowano w 1951 i długość tras osiągnęła 109 km. Do 1962 tramwaje w Brisbane miały silną pozycję, pomimo iż miastem rządził burmistrz, który propagował transport indywidualny. 28 września 1962 spaliła się zajezdnia tramwajowa z 65 tramwajami, co miało wpływ na późniejsze decyzje w sprawie przyszłości komunikacji tramwajowej. W czerwcu 1968 zapadła decyzja o likwidacji tramwajów w mieście. Ostatecznie tramwaje zlikwidowano 13 kwietnia 1969. W 1968 otwarto muzeum tramwajów o nazwie Brisbane Tramway Museum Society (BTMS), które w swoich zbiorach ma ponad 20 tramwajów oraz autobusów i trolejbusów. W ostatnich latach powstał projekt przywrócenia tramwajów w mieście.

## Galeria

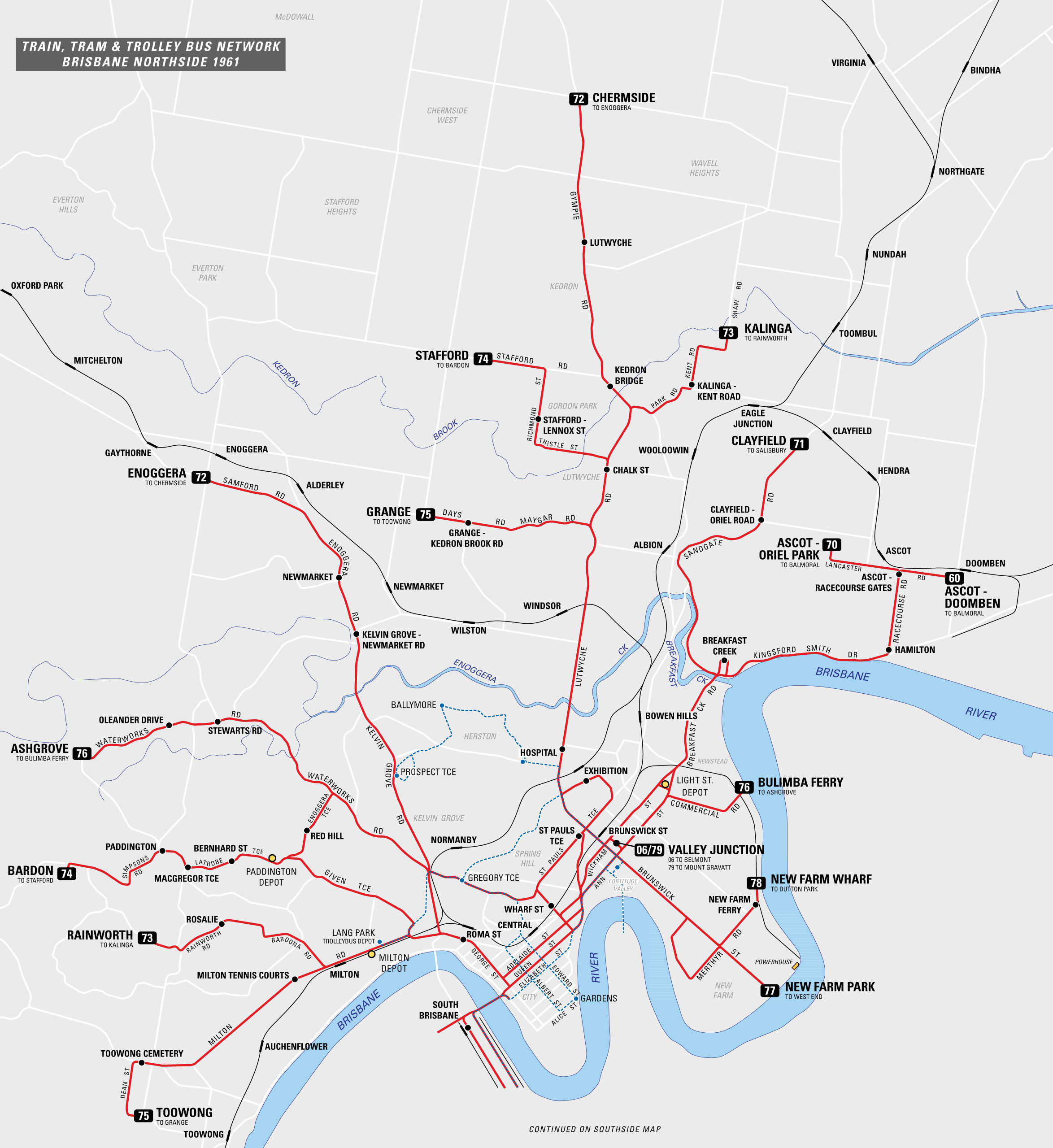
Schemat północnej części miasta w 1961
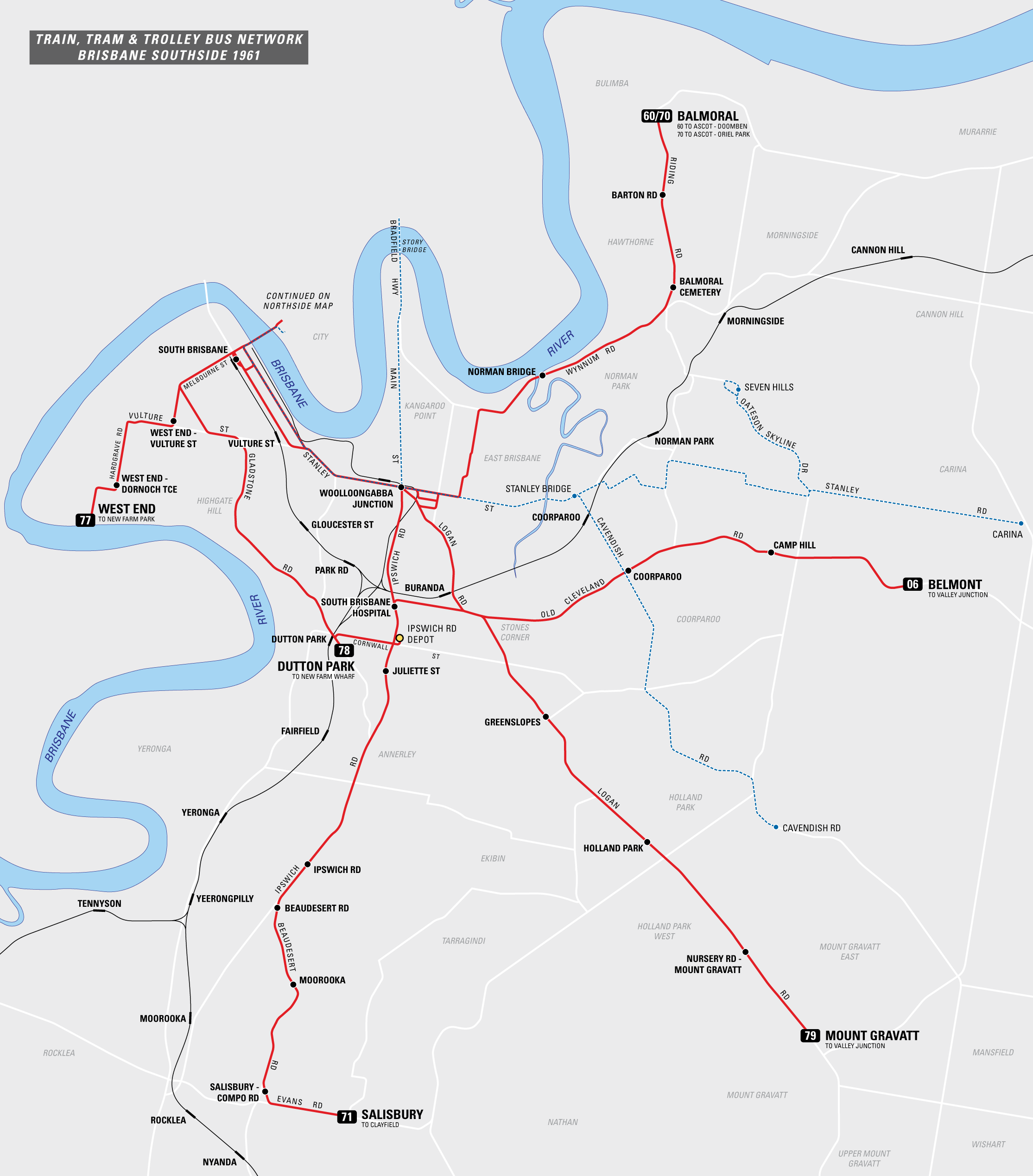
Schemat południowej części miasta w 1961
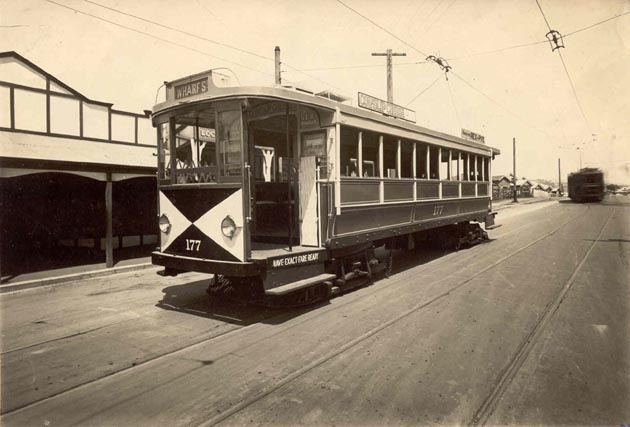
Tramwaj nr 177
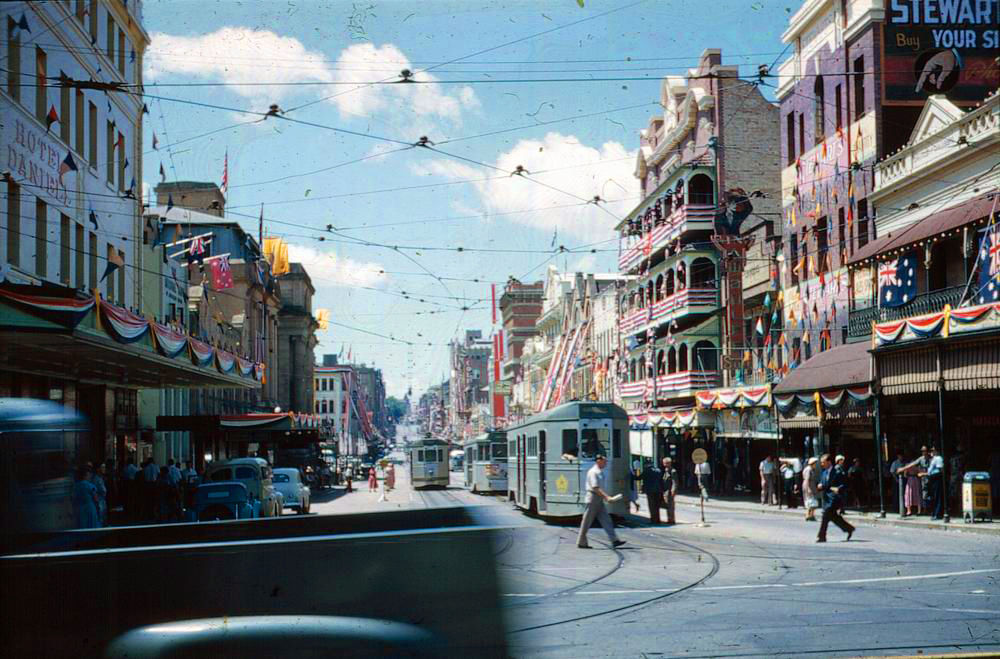
Tramwaje na Adelaide Street
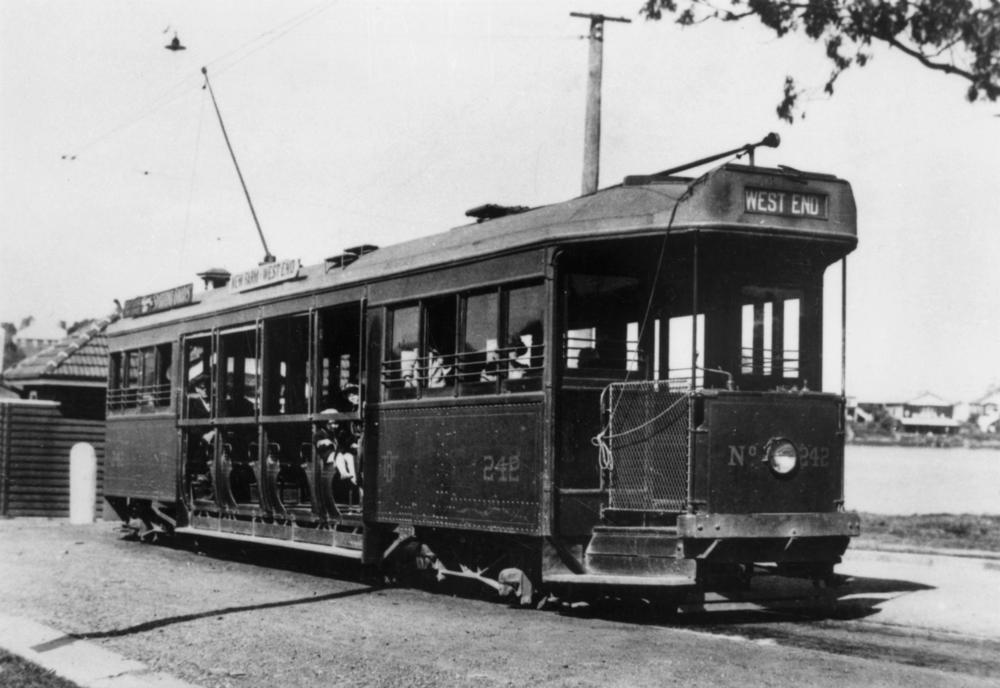
Tramwaj nr 242, około 1929
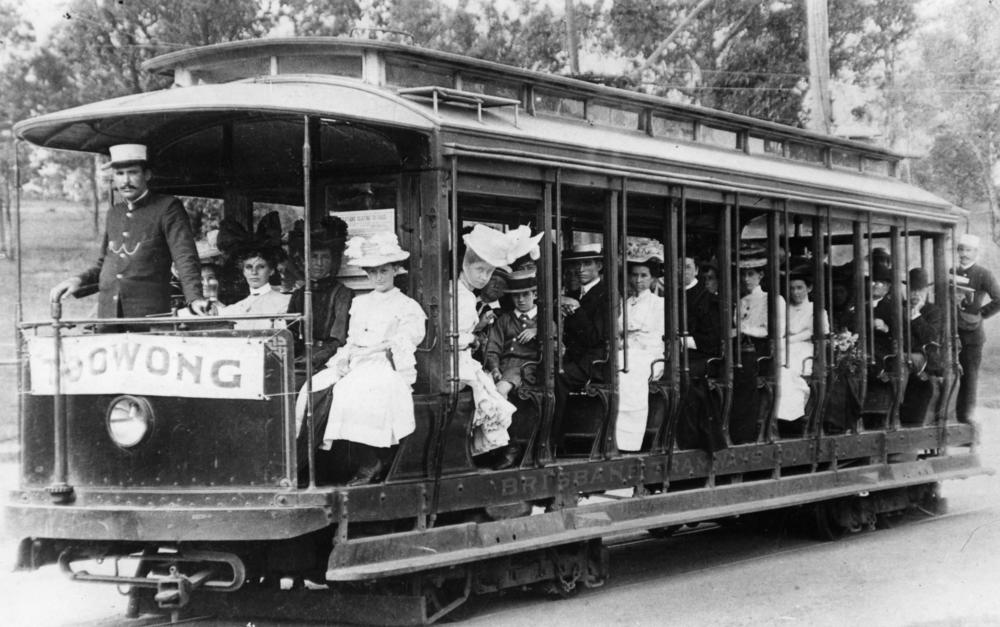
Letni tramwaj, około 1905